# 12469 Katsuura
12469 Katsuura este un asteroid din centura principală de asteroizi.

## Descriere
12469 Katsuura este un asteroid din centura principală de asteroizi. A fost descoperit pe 9 ianuarie 1997 la Chichibu de Naoto Satō. Asteroidul prezintă o orbită caracterizată de o semiaxă mare de 2,28 ua, o excentricitate de 0,09 și o înclinație de 5,7° în raport cu ecliptica.